# エインシャントウィズダム
エインシャントウィズダム（Ancient Wisdom、2021年4月12日 - ）は、フランス生まれ、イギリス調教の競走馬。主な勝ち鞍は2023年のフューチュリティトロフィー。

## 概要

### 2歳(2023年)
6月9日、ヘイドックでデビューを果たす。ジェームズ・ドイル騎手を背に単勝2.2倍で条件戦に出走するといきなり2着に5馬身差をつける圧勝で高い素質を見せつける結果となった。続くニューマーケットでの条件戦にも、先ほどよりもさらに高い単勝1.17倍で出走。ここでも人気に応え、2着に1と3/4馬身差で勝利した。
7月29日、アスコットのパットエダリーステークスに出走。条件戦での圧勝が評価されてここでも1番人気に推されるも、後の愛2000ギニーを制するロサリオンから4と3/4馬身差離された3着に敗れる。
10月14日、オータムステークス(G3)に出走。1番人気タイの単勝3.0倍に推される。道中では、逃げ馬の背後につき、残り2ハロンで先頭に立つとそのまま突き放し、2着に3と3/4馬身差をつけ圧勝し、重賞初挑戦・初制覇を果たした。。
10月28日、前走からわずか2週間でフューチュリティトロフィー(G1)に出走。単勝2.25倍の1番人気に推される。道中では、馬群の先頭を僅かにリードして進み、残り3ハロンで他馬がスパートを始めるなか、本馬はスパートが遅れてしまい一時は他馬に先頭を許すもそこから脚を伸ばし、一杯になっていた先頭馬を抜き去り2着に1と3/4馬身差をつけ、G1級競走初挑戦・初制覇を飾った。

### 3歳(2024年)
5月16日、ダンテステークスから始動。1番人気に推される。レースでは馬群の中団から先頭を窺う形で追走。そのまま最後の直線に入るも進路を塞がれてしまいスパートが遅れてしまう。そこからずぶとく脚を伸ばすも先に抜け出していたエコノミクスを捉えることはできず、2番手に上がるので精一杯になってしまい。勝ち馬のエコノミクスから6馬身離された2着に敗れた。
6月1日、英ダービーに出走。前方5番手あたりを追走。最後の直線でずぶとく脚をのばすも途中でスパートが途切れてしまい、勝ち馬であるシティオブトロイから16馬身差離された8着に敗れ、初の着外となった。
7月11日、バーレーントロフィー(G3)に出走。
単勝2.5倍の1番人気に推され、2着に1と3/4馬身差をつけ勝利した。

## 血統表
| エインシャントウィズダムの血統 | エインシャントウィズダムの血統                                                    | エインシャントウィズダムの血統                                                    | （血統表の出典）                                                                  | （血統表の出典）    |
| 父系                           | ミスタープロスペクター系                                                          | ミスタープロスペクター系                                                          | ミスタープロスペクター系                                                          | [ § 2 ]             |
| 父 Dubawi 鹿毛 2002            | 父の父Dubai Millennium 鹿毛 1996                                                  | Seeking the Gold                                                                  | Mr. Prospector                                                                    | Mr. Prospector      |
| 父 Dubawi 鹿毛 2002            | 父の父Dubai Millennium 鹿毛 1996                                                  | Seeking the Gold                                                                  | Con Game                                                                          |                     |
| 父 Dubawi 鹿毛 2002            | 父の父Dubai Millennium 鹿毛 1996                                                  | Colorado Dancer                                                                   | Shareef Dancer                                                                    | Shareef Dancer      |
| 父 Dubawi 鹿毛 2002            | 父の父Dubai Millennium 鹿毛 1996                                                  | Colorado Dancer                                                                   | Sweet Alliance                                                                    |                     |
| 父 Dubawi 鹿毛 2002            | 父の母Zomaradah 青鹿毛 1995                                                       | Deploy                                                                            | Shirley Heights                                                                   | Shirley Heights     |
| 父 Dubawi 鹿毛 2002            | 父の母Zomaradah 青鹿毛 1995                                                       | Deploy                                                                            | Slightly Dangerous                                                                |                     |
| 父 Dubawi 鹿毛 2002            | 父の母Zomaradah 青鹿毛 1995                                                       | Jawaher                                                                           | *ダンシングブレーヴ                                                               | *ダンシングブレーヴ |
| 父 Dubawi 鹿毛 2002            | 父の母Zomaradah 青鹿毛 1995                                                       | Jawaher                                                                           | High Tern                                                                         |                     |
| 母 Golden Valentine 芦毛 2013  | 母の父Dalakhani 芦毛 2000                                                         | Darshaan                                                                          | Sherley Heights                                                                   | Sherley Heights     |
| 母 Golden Valentine 芦毛 2013  | 母の父Dalakhani 芦毛 2000                                                         | Darshaan                                                                          | Delsy                                                                             |                     |
| 母 Golden Valentine 芦毛 2013  | 母の父Dalakhani 芦毛 2000                                                         | Deltawa                                                                           | Miswaki                                                                           | Miswaki             |
| 母 Golden Valentine 芦毛 2013  | 母の父Dalakhani 芦毛 2000                                                         | Deltawa                                                                           | Damana                                                                            |                     |
| 母 Golden Valentine 芦毛 2013  | 母の母Gold Round 鹿毛 1997                                                        | Caerleon                                                                          | Nijinsky                                                                          | Nijinsky            |
| 母 Golden Valentine 芦毛 2013  | 母の母Gold Round 鹿毛 1997                                                        | Caerleon                                                                          | Foreseer                                                                          |                     |
| 母 Golden Valentine 芦毛 2013  | 母の母Gold Round 鹿毛 1997                                                        | Born Gold                                                                         | Blushing Groom                                                                    | Blushing Groom      |
| 母 Golden Valentine 芦毛 2013  | 母の母Gold Round 鹿毛 1997                                                        | Born Gold                                                                         | Riviere D'or                                                                      |                     |
| 母系(F-No.)                    | (FN:22-d)                                                                         | (FN:22-d)                                                                         | (FN:22-d)                                                                         | [ § 3 ]             |
| 5代内の近親交配                | Mr.Prospecter：S4×M5 Sherley Heights：S4×M4 Northern Dancer：S5×M5 Lyphard：S5×M5 | Mr.Prospecter：S4×M5 Sherley Heights：S4×M4 Northern Dancer：S5×M5 Lyphard：S5×M5 | Mr.Prospecter：S4×M5 Sherley Heights：S4×M4 Northern Dancer：S5×M5 Lyphard：S5×M5 | [ § 4 ]             |
| 出典                           | 1. 2. 3. 4.                                                                       | 1. 2. 3. 4.                                                                       | 1. 2. 3. 4.                                                                       | 1. 2. 3. 4.         |

- 近親はインフラレッド#グラヌーズ系を参照